# Janwillem Slort
Janwillem Slort (Amsterdam, 14 november 1980) is een Nederlands schrijver.

## Biografie
De eerste jaren van zijn leven woonde Slort in de Bijlmer in Amsterdam. In 1988 verhuisde de familie Slort naar Tanzania, waar zijn ouders als tropenarts werkten. Zijn moeder verzorgde in Tanzania thuis het onderwijs. In 1991 keerde het gezin terug naar Nederland. Uiteindelijk behaalde Slort in 1998 zijn diploma aan het Stedelijk Gymnasium van Breda. Meteen daarna verhuisde hij naar Amsterdam, waar hij begon aan de studie Nederlandse Taal en Cultuur aan de Universiteit van Amsterdam (UvA). Tijdens deze studiejaren was hij eindredacteur van het maandblad van de Faculteit der Geesteswetenschappen Babel. In 2002 besloot hij over te stappen op de opleiding Dramaschrijven aan de Hogeschool voor de Kunsten Utrecht. Na anderhalf jaar bleek de opleiding onvoldoende aan te sluiten bij de ideeën van Slort en keerde hij terug naar de UvA.
In 2002 sloot Slort zich aan bij theatergroep Poldertheater, waar hij eerst als acteur en later als regisseur en schrijver werkzaam was. In 2005 werd hij ten slotte artistiek leider van Poldertheater. Ondertussen schreef en regisseerde hij ook stukken voor theatergroep Toetssteen in Amsterdam, waarvan hij tussen 2007 en 2014 artistiek leider was. In 2006 begon hij als tekstschrijver bij het VARA-programma De Wereld Draait Door, waar hij tegenwoordig nog steeds voor schrijft. Van 2008 tot 2010 werkte Slort aan zijn debuutroman Terwijl jij slaapt, onder redactie van uitgeverij Prometheus, dat in 2011 zou verschijnen. Het boek, dat gebaseerd is op een eerder door hem geschreven toneelstuk, vertelt het verhaal van de Amsterdamse Xander Hemelrijk die op merkwaardige wijze verstrikt raakt in het leven van de prostituee Laura Palmer.

## Toneelstukken
- 2002 - Straks is het vakantie (Poldertheater)
- 2003 - Luister: dit is mijn droom (Poldertheater)
- 2003 - Rots (Poldertheater)
- 2004 - De voetbal monologen (Poldertheater)
- 2005 - Going Down (Toetssteen)
- 2007 - Terwijl jij slaapt (Toetssteen)
- 2008 - Na mij de zondvloed (Poldertheater, i.s.m. Hadjar Benmiloud)
- 2010 - Tuindorp (Toetssteen)

## Boeken
- 2011 - Terwijl jij slaapt (roman)
- 2017 - Jules Unlimited, het boek (non-fictie)